# Campo de fútbol de Santana
Issa Sangala Campo de fútbol de Santana (en portugués: Campo de Futebol) es un recinto deportivo multipropósito comúnmente usado como estadio de fútbol en la ciudad de Santana, en la Isla de Santo Tomé, en el país africano e insular de Santo Tomé y Príncipe. Su partidos de fútbol son básicamente realizados por el equipo Santana FC. El estadio tiene capacidad aproximada para recibir a unas 1.000 personas.